# Cläre Hugo Stinnes 1
Die Cläre Hugo Stinnes 1 war ein deutsches Fracht-Motorschiff. Es wurde 1935 von der Flensburger Schiffbau-Gesellschaft gebaut und an die Hugo Stinnes GmbH Zweigniederlassung Hamburg abgeliefert.
Am 29. August 1939, wenige Tage vor Beginn des Zweiten Weltkrieges, verließ die mit 7337 Tonnen Weizen beladene Cläre Hugo Stinnes 1 Las Palmas de Gran Canaria, getarnt als sowjetischer Frachter Kirow. Das Schiff erreichte am 9. September 1939 die norwegische Küste, wo es im Galfjord wegen eines Lotsenfehlers den Grund berührte. Das beschädigte Schiff wurde am 10. September 1939 bei Aasnäs im Raffjord auf Grund gesetzt, um einen Totalverlust zu verhindern. Am 21. September 1939 lief der Frachter nach Drontheim zur Reparatur. Die Ladung wurde am 6. Oktober 1939 gelöscht.
Am 12. April 1940 wurde die Cläre Hugo Stinnes 1 in Ulvik interniert, unter norwegische Kontrolle gestellt und anschließend als Wohnschiff für britische Offiziere genutzt. Am 24. April 1940 entdeckte das deutsche Minensuchboot M 1 unter Kapitänleutnant Hans Bartels den im Hardangerfjord versteckten Frachter. Die Cläre Hugo Stinnes 1 wurde geentert und am 25. April von einer zivilen deutschen Besatzung bemannt.
Das wieder in Fahrt gebrachte Schiff wurde am 2. Mai 1940 von dem britischen U-Boot Trident vor dem Björnfjord mit Feuer aus dem Deckgeschütz angegriffen und beschädigt, nachdem zwei Torpedos ihr Ziel verfehlt hatten, und das Schiff wurde von seiner Besatzung an der Insel Skorpa auf Grund gesetzt. Ein weiterer Torpedo explodierte auf den Felsen, und der Kommandant des U-Boots, Lieutenant Commander Sladen, der das Schiff als Totalverlust einschätzte, brach den Angriff ab, um sein eigenes Boot in Sicherheit zu bringen. Die Cläre Hugo Stinnes 1 wurde jedoch nach Bergen geschleppt und später in Göteborg repariert.
Am 27. September 1944 lief die Cläre Hugo Stinnes 1 ungefähr 16 Seemeilen südwestlich von Stavanger auf Position 58° 45′ N, 5° 24′ O beim Jærens Rev auf eine von dem französischen U-Boot Rubis am 24. September 1944 gelegte Mine und sank. Dabei fanden 30 deutsche Seeleute den Tod.